# The Garden (2008)
The Garden é um documentário em longa-metragem de 2008 dirigido por Scott Hamilton Kennedy.
Como reconhecimento, foi nomeado ao Oscar 2019 na categoria de Melhor Curta-metragem.